# 179
El año 179 (CLXXIX) fue un año común comenzado en jueves del calendario juliano, en vigor en aquella fecha.
En el Imperio romano el año fue nombrado el del consulado de Aurelio y Vero, o menos frecuentemente, como el 932 ab urbe condita, siendo su denominación como 179 a principios de la Edad Media, al establecerse el anno Domini.

## Acontecimientos
- Los romanos empiezan a construir la ciudad de Ratisbona en el lugar en el que habían tenido un castra desde el año 90.
- Marco Aurelio autoriza por primera vez que un grupo de germanos preste servicio militar en el Ejército imperial.[1]

## Nacimientos
- Sima Yi, militar y político chino.